# 石川清一
石川 清一（いしかわ せいいち、1906年7月25日 - 1976年8月31日）は、日本の政治家。参議院議員（1期）。

## 経歴
北海道出身。上富良野村の尋常高等小学校高等科卒。上富良野村農業協同組合長、同農地委員会長、上川生産農業協同組合連合会会長を歴任した。1947年4月の北海道議会議員選挙に上川支庁管内選挙区から日本農民党から立候補して当選した。1950年5月4日に道議を辞職した。同年の第2回参議院議員通常選挙において全国区から立候補して当選した。当選後は第一クラブに所属、その後、改進党に移った。党内では参議院副会長、国会内では建設、懲罰の各委員長を務めた。改進党から日本民主党に変わったが、これに加わらず無所属クラブに入った。1956年の第4回参議院議員通常選挙には立候補しなかった。
このほか上富通運(株)取締役会長などを務めた。
1976年8月31日、死去した。70歳没。同年9月3日、特旨を以て位記を追賜され、死没日付をもって勲八等から正五位勲三等に叙され、旭日中綬章を追贈された。